# (20345) Davidvito
(20345) Davidvito (1998 HH114) – planetoida z grupy pasa głównego asteroid okrążająca Słońce w ciągu 3,58 lat w średniej odległości 2,34 j.a. Odkryta 23 kwietnia 1998 roku.